# Чорний дрізд (фільм, 1926)
«Чорний дрізд» (англ. The Blackbird) — американська кримінальна драма режисера Тода Броунінга 1926 року.

## Синопсис
Чорний дрізд — злочинець, який організовує сміливі грабежі, і між злочинами маскує себе під Бішопа, доброзичливого, кульгавого чоловіка. Чорний дрізд закохується в Фіфі Лорейн, співачку мюзик-холу. Коли Фіфі захоплюється діамантовим намистом, яке носить одна з гостей, Чорний Дрізд обіцяє, що добуде намисто для неї.

## У ролях
- Лон Чейні — Чорний дрізд / Бішоп
- Оуен Мур — Вест Енд Берті
- Рене Адоре — Фіфі Лорейн
- Доріс Ллойд — Лаймгаус Поллі
- Чарльз Ейвері
- Енді МакЛеннан — Тінь
- Вільям Вестон — Ред